# Pietrangelo Gregorio
Pietrangelo Gregorio (Calabritto, 23 luglio 1928 – Napoli, 8 gennaio 2019) è stato un ingegnere e inventore italiano fondatore di Telediffusione Italiana Telenapoli, la prima emittente televisiva privata italiana.

## Biografia

### Origini e formazione
Nacque a Calabritto in provincia di Avellino, ma si trasferì negli anni sessanta prima a Napoli e poi in Francia, dove si laureò in ingegneria elettronica e ottica. Iniziò a lavorare nel campo della ricerca scientifica, realizzando circa 300 brevetti per conto proprio e di altre imprese.

### La creazione di "Telenapoli" e "Canale 21"
Il 23 dicembre 1966 creò Telediffusione Italiana Telenapoli, un'emittente via cavo che, nonostante il modesto magazzino di programmi, ben presto si diffonde in numerosi locali pubblici di Napoli. Visto il successo dell'iniziativa, Gregorio inizia a collegare anche i privati e, dall'embrionale ditta individuale, il 17 dicembre 1970 con atto del notaio Carlo Tafuri viene costituita la società «Telediffusione Italiana». Nel 1971 Telediffusione Italiana è la prima emittente italiana a produrre ed irradiare trasmissioni televisive a colori. Viene ripreso a colori l'intero Cantagiro di Ezio Radaelli.
L'attività di Telediffusione Italiana si svolgeva (e così veniva considerata) come una normale trasmissione a circuito chiuso, sia pure con diversi chilometri di cavo. Nel 1975 Telediffusione Italiana si era talmente ingrandita da essere considerata la più importante TV cavo d'Europa, con 380 km di cavo primario, 150 dipendenti, 15 giornalisti e 6 studi televisivi a colori. Dopo il fallimento di Telenapoli, fondò nel 1976 Napoli Canale 21.

### Gli ultimi anni e la morte
Il 17 settembre 2018 gli vengono consegnate, dal sindaco Luigi de Magistris, la targa e la medaglia d'oro della Città di Napoli per i propri meriti e in segno di gratitudine dalla città che lo ha adottato e a cui si è dedicato con tutte le sue forze.
Il 15 dicembre 2018 gli viene conferita a Piedimonte Matese la cittadinanza onoraria per il suo forte amore e legame con la città, culla della sua infanzia e ispirazione per tante invenzioni.